# اوقات خوش در ریجمونت های
اوقات خوش در ریجمونت های (به انگلیسی: Fast Times at Ridgemont High) یک فیلم سینمایی آمریکایی در ژانر کمدی و داستان بلوغ نوجوان محصول سال ۱۹۸۲ میلادی به کارگردانی امی هکرلینگ و به نویسندگی کامرون کرو نوشته شده و اقتباسی از کتاب ۱۹۸۱ با همین عنوان است. 

## بازیگران
- شان پن
- جنیفر جیسن لی
- جاج رینهولد
- فوبه کیتس
- برایان بکر
- رابرت رومانوس
- ری والستن
- و نیکلاس کیج

نیکلاس کیج اولین فیلم بلند سینمایی خود را در این فیلم به تصویر کشید و به عنوان "نیکلاس کاپولا" شناخته شد. 